# Vidnava
Vidnava é uma cidade checa localizada na região de Olomouc, distrito de Jeseník.